# Erythrura prasina
Diamante-rabijunco ou diamante-de-rabo-fino (Erythrura prasina) é uma espécie comum de passarinho estrildidae encontrado no sudeste da Ásia: Malásia, Brunei, Camboja, Indonésia, Laos, Birmânia, Vietnã, Tailândia e China. Tem uma extensão global estimada de ocorrência de 10.000.000 km².
É encontrado em florestas subtropicais/tropicais em florestas úmidas montanhosas e baixas, e também em matas de bambu e plantações de arroz. Rebanhos desta espécie podem causar grandes danos às lavouras de arroz e, em partes de sua área de distribuição, é classificado como uma praga. A IUCN classificou a espécie como de menor preocupação. É um pássaro de gaiola popular.
Em 2 de agosto de 2007, cientistas em uma expedição para as cordilheiras superiores do Monte Mantalingahan, no sul da província de Palawan, nas Filipinas, anunciaram a descoberta, com outros animais, do tentilhões-papagaio, de acordo com o Dr. Lawrence Heaney, biólogo de o Museu do Campo de Chicago.

## Origem
Origem e filogenia foi obtida por Antonio Arnaiz-Villena et al. Estrildidae pode ter se originado na Índia e se dispersado posteriormente (em direção aos habitats da África e do Oceano Pacífico).